# Cerveja Paulistânia
A Cerveja Paulistânia é uma marca de cerveja  de propriedade da Bier & Wein Importadora, com licença para ser fabricada no Brasil pela cervejaria Casa Di Conti. Seu nome foi escolhido com a intenção de homenagear a cidade de São Paulo. Em 2011 completou dois anos de existência no mercado brasileiro. É comercializada no tipo Lager clara e escura.

## História
A Cerveja Paulistânia clara foi lançada em 16 de novembro de 2009 no Terraço Itália (um dos pontos turísticos da cidade de São Paulo).
Sua primeira edição de rótulos para uma mesma versão do produto (Cerveja Paulistânia clara) foi composta por doze imagens antigas da cidade de São Paulo.
Já para a versão escura, lançada em 25 de janeiro de 2011, a mesma foi composta por doze imagens atuais noturnas de São Paulo criando assim um sutil elo entre o escuro da cerveja e da noite.
Além dos rótulos foram criadas ainda, vinte bolachas para chope, onde em cada uma existem dicas de pontos turísticos da cidade de São Paulo bem como informações sobre cidadania.

## Slogan
Um brinde a todas as cidades, da cidade de todos.